# Birgit Meineke (Schwimmerin)

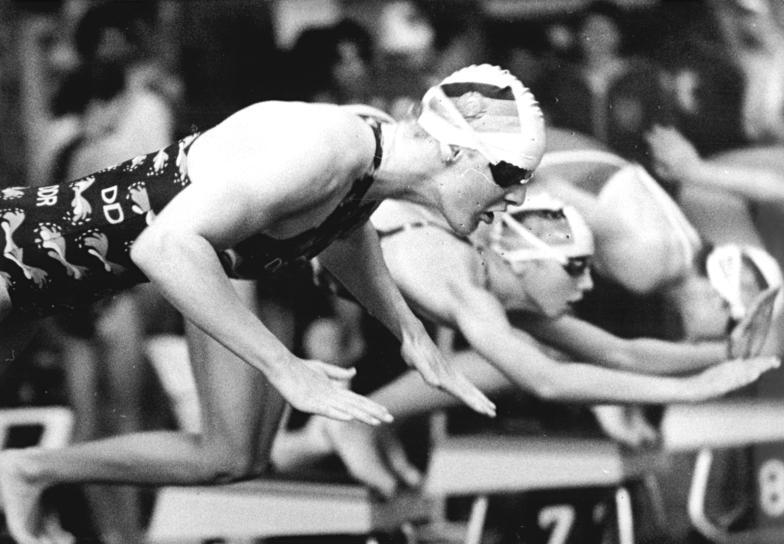
DDR-Meisterschaften 1984

Birgit Meineke (verh. Meineke-Heukrodt, * 4. Juli 1964 in Berlin) ist eine ehemalige deutsche Schwimmerin, die für die DDR startete. Meineke ist Opfer des staatlich verordneten Dopings im DDR-Leistungssport.

## Werdegang
Ihre stärkste Zeit hatte sie Anfang der achtziger Jahre, als sie 1981 Europameisterin mit der 4 × 100-m-Freistilstaffel wurde und 1982 Weltmeisterin sowohl über 100 m als auch mit der 4 × 100-m-Freistil- und der 4 × 100-m-Lagenstaffel. Der Höhepunkt ihrer Laufbahn waren jedoch die Europameisterschaften 1983, bei denen sie sowohl über 100 m Freistil, 200 m Freistil und mit den drei Staffeln den Titel gewinnen konnte.
Des Weiteren konnte sie in ihrer Karriere gemeinsam mit der DDR-4-mal-100-Meter- und 4-mal-200-Meter-Freistilstaffel sowie mit der 4-mal-100-Meter-Lagenstaffel mehrere neue Weltrekorde aufstellen.
Bei Olympischen Spielen konnte sie hingegen keine Medaille gewinnen, da die DDR die Spiele 1984 in Los Angeles boykottierte. Nach dem Jahr 1984 beendete sie ihre sportliche Laufbahn. 1984 erhielt sie den Vaterländischen Verdienstorden in Gold.

### DDR-Doping
Meinekes Erfolge müssen ebenso wie die vieler anderer DDR-Spitzensportlerinnen auf Grund der systematischen Verabreichung von illegalen leistungssteigernden Substanzen durch DDR-Sportfunktionäre, Ärzte und Trainer in einem anderen Licht betrachtet werden.
Meineke litt später unter massiven gesundheitlichen Problemen, in Form eines 1993 entdeckten Lebertumores, die als Folgeschäden durch die Einnahme von anabolen Steroiden und der ebenfalls an junge Sportlerinnen systematisch verordneten Antibabypille zu erklären sind.
Beim DDR-Dopingprozess 1998 vor dem Berliner Landgericht, in dem sie als Zeugin auftrat, wurde sie mit den Akten und Aufzeichnungen der ehemaligen DDR-Trainer und Ärzte konfrontiert, die ihr endgültige Gewissheit darüber erbrachten, unwissentlich gedopt worden zu sein.

## Nach dem Sport
Birgit Meineke-Heukrodt heiratete den Kanuolympiasieger Olaf Heukrodt und hat einen Sohn. Nach der Sportlaufbahn wurde sie Ärztin im Helios Klinikum Berlin-Buch.